# Eugenio Sangregorio
Pour les articles homonymes, voir San Gregorio.
Eugenio Sangregorio (né le 2 mars 1939 à Belvedere Marittimo) est un homme politique italo-argentin.
Installé à Buenos Aires en 1957, il fonde en vue des élections générales de 2006 une association d'émigrés italiens en Amérique du Sud, l'Union sud-américaine des émigrés italiens. Il doit attendre les élections générales italiennes de 2018 pour être élu député au Parlement italien. C'est le plus vieux député de la législature.